# 贗純量
贗純量（英語：pseudoscalar）為類似純量的數量，但在空間反演、瑕旋轉時會多出負號，純量則不會。
贗向量與向量的內積會是贗純量。贗純量的一個典型例子為三重積。設空間中有三向量A、B、C，彼此線性獨立；A與B的叉積{\displaystyle \mathbf {A} \times \mathbf {B} }為一贗向量，此叉積再與C做內積可得三重積{\displaystyle (\mathbf {A} \times \mathbf {B} )\cdot \mathbf {C} }，即A、B與C所構成的平行六面體體積。贗純量與向量的乘積會產生贗向量；贗純量與張量的乘積會產生贗張量。

## 物理學中的贗純量

### 例子
- 磁單極（純數學定義，尚未在物理實驗中發現）
- 磁通量